# كلية ساوث إسيكس
كلية ساوث إسيكس للتعليم الإضافي والعالي (بالإنجليزية: South Essex College of Further and Higher Education)‏ والمعروفة أيضًا باسم كلية ساوث إسيكس (بالإنجليزية: South Essex College)‏؛ كلية للتعليم العالي أو الإضافي، تقع في ثلاثة مواقع رئيسية في مدينة باسيلدون، وساوثيند أون سي، وغرايز في إسكس بإنجلترا. تقدم الكلية دورات لمن هم في أعمار 14 إلى 19 عامًا، إضافة إلى الطلاب الجامعيين والبالغين والشركات.

## التاريخ
تأسست الكلية في عام 1899 كمدرسة فنية وأعيدت تسميتها لاحقًا باسم مدرسة جونيور داي الفنية، ثم أعيد هيكلتها لتضمينها في تدريس المهارات التجارية والصناعية للتعليم في دورات مثل السباكة. أصبحت الكلية كلية جنوب شرق إسكس للفنون والتكنولوجيا (SEECAT) في عام 1991.
في عام 2004، انتقلت الكلية إلى حرم جامعي بقيمة 52 مليون جنيه إسترليني في وسط ساوث إند، بالقرب من طرق النقل العام الرئيسية وبجوار شارع هاي ستريت ومحطة السكك الحديدية الرئيسية. اندمجت الكلية رسميًا مع كلية ثوروك وباسيلدون في 1 يناير 2010، وتم تغيير اسمها إلى كلية كلية ساوث إسيكس.
في عام 2013، تم افتتاح منتدى ساوثيند أون سي وهو مكتبة حديثة تقع في منطقة كلية ساوث إسيكس، وخصص لها الطابق الثالث. في عام 2014، تم نقل حرم ثوروك الجامعي إلى مبنى بقيمة 45 مليون جنيه إسترليني في وسط مدينة جرايز.
تسعى الكلية إلى نقل حرمها الجامعي في باسيلدون إلى وسط المدينة في المستقبل. في يونيو 2018، أُعلن أن كلية ساوث إسيكس ستندمج بروكات وهي شركة متخصصة في الهندسة والبناء مقرها في باسيلدون. تم افتتاح حرم ستيفنسون رود الجديد التابع لكلية ساوث إسيكس تحت العلامة التجارية بروكات (PROCAT).

## الدورات
يشمل توفير التعليم الإضافي في كلية ساوث إسيكس، مجموعة واسعة من الدورات المهنية مثل دبلوم BTEC والتدريب المهني، حيث تقدم الكلية مجموعة من التعليم العالي بما في ذلك بالطبع درجة الشهادة الوطنية العليا والدبلوم الوطني العالي. يتم التحقق من صحة البرامج من قبل جامعة الفنون بلندن وبيرسون. وتقدم الكلية أيضًا خدمات للشركات من خلال فريق تطوير الأعمال، كما تقدم التدريب المهني.
تقدم كلية ساوث إسيكس مؤهلات الإسعافات الأولية للأطفال من خلال حلول التدريب بالتنسيق مع شركة أومينة. تم إنشاء هذه الشراكة لضمان حصول الطلاب على مؤهلات لتلبية المتطلبات بموجب الإطار القانوني لمرحلة السنوات التأسيسية الأولى (EYFS)، ومدرسة أوفستيد.

## الحرم الجامعي

### حرم ساوثيند
يقع الحرم الجامعي ساوثيند في وسط مدينة ساوثيند أون سي، بجوار محطة ساوثيند المركزية للسكك الحديدية. ظهر مبنى الكلية في ساوث إند في منشور مجلس التعلم والمهارات حول «المباني العالمية - جودة التصميم في التعليم الإضافي» في مارس 2005 ومنشور «مباني أفضل وتصميم أفضل وتعليم أفضل» الذي نشرته وزارة التعليم والمهارات في عام 2007. كما فاز الحرم الجامعي بجائزة الفولاذ الإنشائي وكان أحد المرشحين النهائيين في جوائز المعهد المكلي للمعمارين البريطانيين للتعليم الإضافي في عام 2006. تبلغ مساحة الحرم الجامعي 26500 متر مربع مع ردهة تستوعب قاعة تتسع لـ 250 مقعدًا، وطاولات تناول الطعام، وشرفات المشاهدة، ومناطق الاجتماعات والاجتماعات والمناسبات.[بحاجة لمصدر] استضاف حرم ساوثيند أيضًا محاولة تسجيل رقم قياسي عالمي في عام 2014، حيث حاول طالبان أليكس هولاند مارتن وسيمون تورب تحطيم أطول سجل إذاعي في البث الإذاعي. بقيا على الهواء لمدة 88 ساعة.

### حرم باسيلدون
يقع حرم باسيلدون الجامعي خارج مركز مدينة باسيلدون. وهو متخصص في الدورات المهنية التي تتراوح بين العلوم وتصفيف الشعر والرعاية الصحية والاجتماعية والخدمات العامة والرياضة.

### حرم ثوروك
في عام 2014، انتقل حرم ثوروك الجامعي إلى مبنى بقيمة 45 مليون جنيه إسترليني في وسط مدينة غرايز. يقدم الحرم الجامعي ورش عمل متخصصة مرتبطة بدورات البناء والهندسة والإعلام والفنون الإبداعية، إضافة إلى مرافق الخدمات اللوجستية ورعاية الأطفال والرعاية الصحية والاجتماعية ودورات تكنولوجيا المعلومات. كما يوجد به مدرج خارجي.

### منتدى ساوثيند أون سي
منتدى ساوثيند أون سي هي مكتبة حديثة بقيمة 27 مليون جنيه إسترليني ومنطقة تعليمية تقع مقابل حرم ساوثيند الجامعي. تعد كلية ساوث إسيكس شريكًا في هذا المشروع مع جامعة إسيكس ومجلس ساوثيند. إضافة إلى استضافة معظم موارد التعليم العالي. يدعم المنتدى تقديم دورات التعليم العالي في الكلية. ويمكن للطلاب الوصول إلى مجموعة كبيرة من الكتب والموارد، إضافة إلى حوالي 100 جهاز كمبيوتر وشبكة واي-فاي. تشمل المناطق الأخرى في المنتدى طابق جامعة إسيكس، ومعرض للفنون، ومسرح محاضرات يتسع لـ 200 مقعد.

## خريجون متميزون
- ديف غاهان، مغني وملحن ومغني من ديبيش مود
- أليسون مويت، مغنية
- توبي جارد، مبتكر لارا كروفت
- روس كيمب، الممثل الحائز على جائزة الأكاديمية البريطانية لفنون السينما والتلفزيون
- جيمس بورن، مغني
- واليه أديمي، مصمم أزياء بريطاني نيجيري
- سبنسر ليفرمور، نظير حزب العمال والمدير السابق للاستراتيجية لرئيس الوزراء جوردون براون
- مايسي سميث

## روابط خارجية
- موقع ويب كلية جنوب إسكس